# Poecilotylus buscki
Poecilotylus buscki är en tvåvingeart som beskrevs av Cresson 1930. Poecilotylus buscki ingår i släktet Poecilotylus och familjen skridflugor. Inga underarter finns listade i Catalogue of Life.